# Środki suszące
Środki suszące – higroskopijne substancje stosowane głównie w laboratoriach w celu usuwania wilgoci z materiałów. Środki suszące używane w rolnictwie nazywa się desykantami.
Związki te oddziałują chemicznie lub fizycznie z wodą tworząc stan równowagi:
woda + środek suszący ⇌ [środek suszący + woda związana]
Stężenie lub ciśnienie wolnej wody po lewej stronie tego równania reprezentuje najmniejszą możliwą do uzyskania zawartość wody w warunkach równowagi ze środkiem suszącym. Uzyskanie zawartości wody resztkowej równej zeru jest z zasady niemożliwe.
Ciśnienie cząstkowe pary wodnej nad środkiem suszącym jest miarą jego efektywności. Ciśnienie to określa się, podając ilość wody w danej objętości (mg/l). Niskie ciśnienie cząstkowe – związane z resztkową zawartością wody – wskazuje na wysoką efektywność środka suszącego.

## Szybkość suszenia
Szybkość wchłaniania określają następujące czynniki:
- szybkość dyfuzji cząsteczek wody z suszonego materiału
- szybkość przemieszczania się cząsteczek wody do środka suszącego
- zdolność cząsteczek wody do dyfundowania do centrów reakcji w środku suszącym.

## Pojemność
Pojemność środka suszącego określa się jako masę wody zaabsorbowanej przez 100 g substancji bezwodnej. Przykład: 1 kg środka suszącego o pojemności 20% może zaabsorbować 200 g wody.

## Regeneracja
Szereg środków suszących można regenerować poprzez:
- ogrzewanie, podczas którego równowaga

woda + środek suszący ⇌ [środek suszący + woda]
jest przesunięta w lewo
- zmianę stanu równowagi wolnej wody w stanie gazowym, a tym samym i środka suszącego, przez pompowanie lub przepuszczanie suchego gazu przez układ.

Do regenerowalnych środków suszących należą sita molekularne i żel krzemionkowy, natomiast środki suszące reagujące chemicznie z wodą nie nadają się do regeneracji (np. pięciotlenek fosforu i wodorki metali).

## Metody suszenia
Niewrażliwe na ciepło substancje stałe można suszyć w wysokich temperaturach w suszarce. Zastosowanie obniżonego ciśnienia zwiększa szybkość suszenia i umożliwia obniżenie temperatury.

### Suszenie statyczne

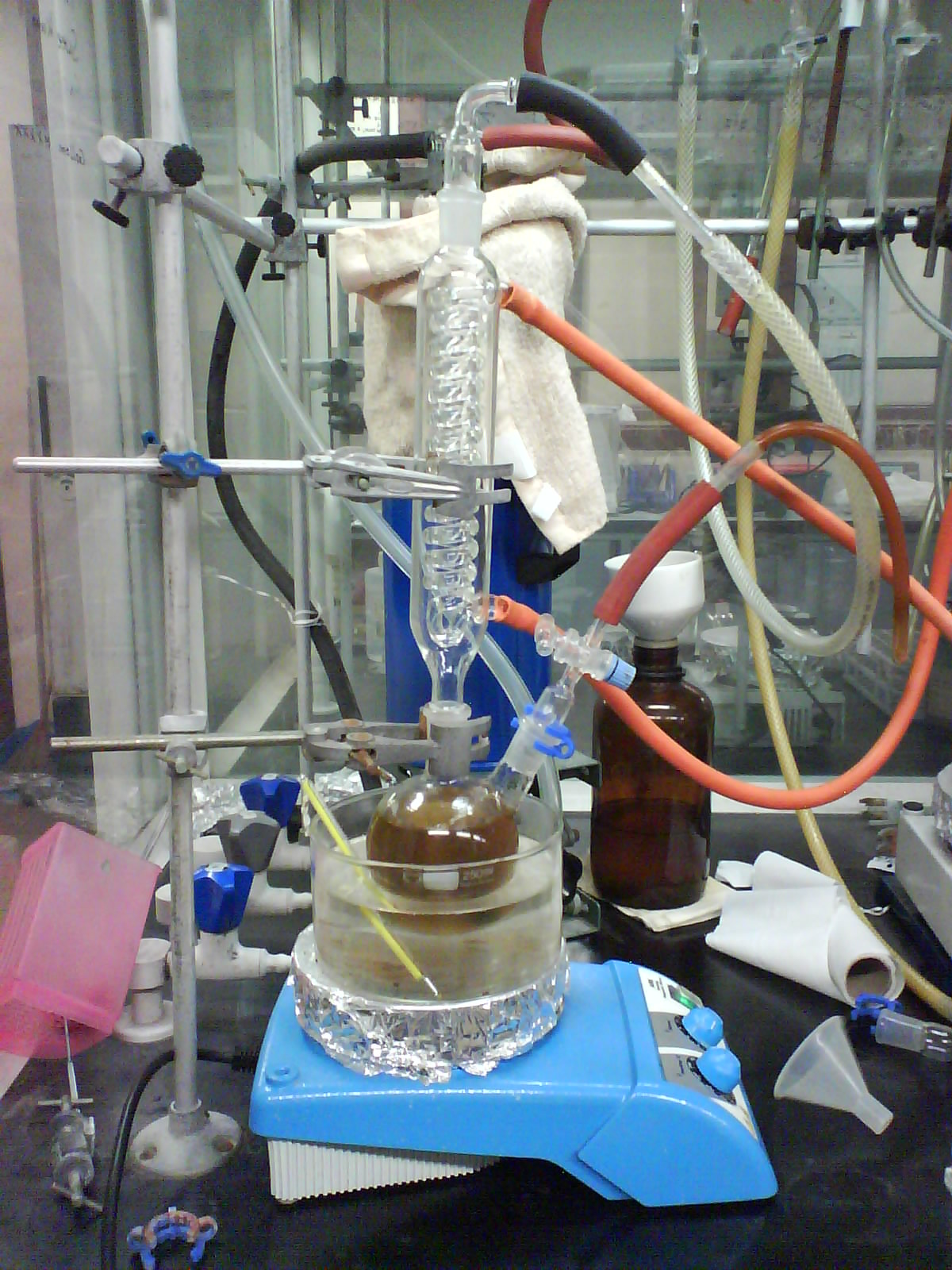
Suszenie toluenu przez ogrzewanie z sodem i benzofenonem.

W klasycznej metodzie suszenia cieczy, do cieczy dodaje się środek suszący, a następnie całość pozostawia się do odstania, miesza się (na przykład mieszadłem mechanicznym), wytrząsa lub gotuje pod chłodnicą zwrotną. ważne jest, aby ciecz była poruszana w sposób zapewniający kontakt ze środkiem suszącym. Na zakończenie procesu ciecz przesącza się, dekantuje lub destyluje.

### Suszenie dynamiczne
W celu zwiększenia szybkości suszenia i poprawy stopnia wykorzystania środka suszącego, ciecze i gazy można przepuszczać przez kolumny lub rury suszące wypełnione środkiem suszącym. Stosowane środki suszące nie powinny ulegać zbrylaniu lub rozpływać się.

## Przykłady środków suszących
- substancje reagujące z wodą, np. dekatlenek tetrafosforu, P4O10, glinowodorek litu, Li(AlH4), wodorek wapnia (CaH2), reaktywne metale (sód, potas, magnez)
- bezwodne sole ulegające uwodnieniu, np. nadchloran magnezu (Mg(ClO4)2), siarczan magnezu (MgSO4), siarczan miedzi(II) (CuSO4), węglan potasu K2CO3, siarczan sodu (Na2SO4)
- bezwodny lub stężony (98-96%) kwas siarkowy H2SO4
- tlenki absorbujące wodę, np. tlenek glinu (Al2O3), tlenek magnezu (MgO), żel krzemionkowy
- sita molekularne